# Gai-As-formatie
De Gai-As-formatie is een geologische formatie in Namibië die uit het Perm dateert en de vindplaats is van fossielen van onder meer vroege viervoeters.

## Locatie en ouderdom
De Gai-As-formatie ligt in het Huab-bekken, dat zich bevindt in het zuidwesten van de regio Kunene en het noorden van de regio Erongo in Namibië. De formatie overligt de Huab-formatie. De afzettingen van de Gai-As-formatie dateren uit de tijdvakken Kungurien, Roadien en Wordien in het Vroeg-Perm met een ouderdom van ongeveer 280 tot 265 miljoen jaar.
De Gai-As-formatie is afgezet in een riftvallei met zoetwatermeren en rivieren. Deze riftvallei lag destijds op circa 55 graden Zuiderbreedte nabij de Zuidpool, een geografische breedte die overeenkomt met Vuurland tegenwoordig, in het westen van het supercontinent Gondwana. De vallei was westwaarts verbonden met het Paraná-bekken in het huidige Zuid-Amerika en aan de oostzijde afgesloten door rivierdelta's. 

## Fauna
In de Gai-As-formatie zijn in de oudste deel van de formatie, gelegen net boven de Huab-formatie en daterend uit het Kungurien met een ouderdom van circa 280 miljoen jaar, fossielen gevonden van haaiachtigen uit de Xenacanthida, beenvissen uit de Palaeonisciformes en viervoeters. In 2024 werd de basale viervoeter Gaiasia beschreven. Verder zijn fossielen van twee type temnospondyle amfibieën gevonden in het onderste deel van de Gai-As-formatie, een langsnuitige en een kortsnuitige vorm. In het laagste deel van de formatie zijn wervels gevonden en in de afzettingen met de fossielen van Gaiasia verschillende skeletten.
In het bovenste deel van de Gai-As-formatie zijn fossielen van een groot amfibie uit de onderorde Stereospondyli gevonden. Dit deel dateert uit het Roadien en is circa 272 miljoen jaar oud. De vondsten bestaan met name uit ribben en verder tanden en schedelfragmenten.